# Scrophularia sublyrata
Scrophularia sublyrata är en flenörtsväxtart som beskrevs av Felix de Silva Avellar Brotero. Scrophularia sublyrata ingår i släktet flenörter, och familjen flenörtsväxter. Inga underarter finns listade i Catalogue of Life.